# Перелік традиційних продуктів (Польща)
Національний перелік традиційних продуктів Міністерства сільського господарства та розвитку села — міністерський перелік продуктів, якість чи унікальні особливості та властивості яких обумовлені використанням традиційних методів виробництва. Створений відповідно до Закону від 17 грудня 2004 року про реєстрацію та захист найменувань та позначень сільськогосподарської продукції та харчових продуктів, а також щодо традиційної продукції.

## Характеристика
За традиційні вважаються методи, що застосовуються принаймні 25 років. Вік повинен бути підтверджений за допомогою переказів з книжкових, фотографічних джерел, або носіями для запису. Якщо обсяг повідомлень є мізерний, заявник може проводити етнографічні дослідження, наприклад, бесіди зі старшими людьми — свідками споживання того чи іншого делікатесу. Продукт, про який подають заявку на такий запис (виробник подає заявку), повинен бути елементом ідентичності місцевої громади та належати до культурної спадщини регіону, з якого він походить. Виробники не набувають жодного права ні на охорону, ні на просування зареєстрованої продукції як власної, ані як його виробник, оскільки сам товар підлягає охороні. Маршал даного воєводства несе відповідальність за перевірку заявки на включення товару до переліку традиційних товарів, який перед тим як зробити оцінку, звертається до торгово-промислової палати, що асоціює виробників регіональної та традиційної продукції з проханням висловити свою думку. Після чого заява на запис надсилається міністру сільського господарства та розвитку села. Міністр несе відповідальність за ведення та оновлення Переліку традиційних продуктів. Перелік публікується в Офіційному віснику міністра (раз на рік) та на вебсайтах Міністерства сільського господарства та розвитку села (на постійній основі). У перелік можуть потрапити м'ясні продукти (включаючи рибні продукти), молочні продукти, овочі, фрукти, хлібобулочні та кондитерські вироби, олія та жири, мед, напої, готові страви та інші продукти. 

## Список у числах
Кількість записів до Переліку традиційних продуктів по воєводствах станом на 17 грудня 2019 року: 
- Нижньосілезьке воєводство - 52
- Куявсько-Поморське воєводство - 88
- Люблінське воєводство - 216
- Лубуське воєводство - 80
- Лодзинське воєводство - 148
- Малопольське воєводство - 220
- Мазовецьке воєводство - 149
- Опольське воєводство - 64
- Підкарпатське воєводство - 241
- Підляське воєводство - 73
- Поморське воєводство - 179
- Сілезьке воєводство - 145
- Свентокшиське воєводство - 94
- Вармінсько-Мазурське воєводство - 43
- Великопольське воєводство - 96
- Західнопоморське воєводство - 54